# Wesmaelius nervosus
Wesmaelius nervosus is een insect uit de familie van de bruine gaasvliegen (Hemerobiidae), die tot de orde netvleugeligen (Neuroptera) behoort. 
Wesmaelius nervosus is voor het eerst wetenschappelijk beschreven door Fabricius in 1793.